# Euphorbia gaudichaudii
Euphorbia gaudichaudii es una especie fanerógama perteneciente a la familia Euphorbiaceae. Es originaria de las Islas Marianas.

## Taxonomía
Euphorbia gaudichaudii fue descrita por Pierre Edmond Boissier y publicado en Centuria Euphorbiarum 7. 1860.
Etimología
Euphorbia: nombre genérico que deriva del médico griego del rey Juba II de Mauritania (52 a 50 a. C. - 23), Euphorbus, en su honor – o en alusión a su gran vientre –  ya que usaba médicamente Euphorbia resinifera. En 1753 Carlos Linneo asignó el nombre a todo el género.
gaudichaudii: epíteto otorgado en honor del botánico francés; Charles Gaudichaud-Beaupré (1789 - 1854) quien realizó numerosas expediciones, incluida un viaje alrededor del mundo con Louis de Freycinet, recolectando numerosas plantas del Sudeste de Asia, Océano Pacífico y Australia.